# Мартіна Шретер
Мартіна Шретер (нім. Martina Schröter, 16 листопада 1960) — німецька академічна веслувальниця.
Олімпійська чемпіонка 1988 року в складі парної двійки, бронзова призерка 1980 року в одиночці.
Чемпіонка світу 1983, 1985 років у складі парної двійки, срібна призерка 1979 (одиночки), 1982 (парні двійки), 1987 (одиночки) років.